# Joey O'Brien
Joseph Martin 'Joey' O'Brien (Dublin, 17 februari 1986) is een Iers voetballer die bij voorkeur als linksback speelt. Hij verruilde in juli 2011 Bolton Wanderers voor West Ham United. O'Brien debuteerde in 2006 in het Iers voetbalelftal.

## Clubcarrière
O'Brien stroomde in 2004 door vanuit de jeugdopleiding van Bolton Wanderers. Dat verhuurde hem tijdens het seizoen 2004-2005 aan Sheffield Wednesday. In mei 2005 debuteerde O'Brien voor Bolton in de Premier League, toen hij in een wedstrijd tegen Everton inviel voor Fernando Hierro. In juli 2008 nam hij het rugnummer 8 over van Iván Campo.
Bolton verhuurde O'Brien in maart 2011 opnieuw aan Sheffield Wednesday, waarna hij op 30 juli 2011 een tweejarig contract tekende bij West Ham United. Hij debuteerde op 7 augustus 2011 voor The Hammers, tegen Cardiff City. Negen dagen later scoorde hij zijn eerste treffer voor West Ham, tegen Watford. In januari 2013 kreeg O'Brien een contractverlenging tot medio 2016. In zijn eerste twee seizoenen kon hij steevast op een basisplek rekenen. Op 21 mei 2013 kondigde West Ham de komst van de Roemeense international Răzvan Raț aan, als concurrent voor O'Brien voor een stek op de linksachterpositie.

## Interlandcarrière
O'Brien maakte op 1 maart 2006 zijn debuut voor Ierland. tegen Zweden. Op 3 augustus 2012 werd hij voor het eerst in vier jaar opnieuw opgeroepen voor het nationaal elftal.
1 Fabiański ·
3 Cresswell ·
4 Soler ·
5 Coufal ·
7 Summerville ·
8 Ward-Prowse ·
9 Antonio ·
10 Paquetá ·
11 Füllkrug ·
14 Kudus ·
15 Mavropanos ·
17 Guilherme ·
18 Ings ·
19 Álvarez ·
20 Bowen  ·
21 Foderingham ·
23 Aréola ·
24 Rodríguez ·
25 Todibo ·
26 Kilman ·
28 Souček ·
29 Wan-Bissaka ·
33 Palmieri ·
34 Ferguson ·
39 Irving ·
57 Scarles ·
Coach: Potter
· Assistent-coach: Saltor